# اوست-پینگا
اوست-پینگا (به لاتین: Ust-Pinega) یک منطقهٔ مسکونی در روسیه است که در استان آرخانگلسک واقع شده‌است.